# Rúbio Brasiliano Ferreira
Rúbio Brasiliano Ferreira (Rio Grande, 1912 — Porto Alegre, 1964) foi um professor, sociólogo, jornalista, historiador e literato brasileiro.
Em Rio Grande lecionou no Ginásio Lemos, e em Porto Alegre, no Ginásio Rui Barbosa e no SENAC. Foi membro efetivo da Comissão Estadual de Folclore, do Instituto Histórico e Geográfico do Rio Grande do Sul e da Academia Rio-Grandense de Letras, membro da Comissão Editorial do Boletim do Centro Rio-Grandense de Estudos Históricos e co-diretor da Revista de Erechim.
Foi um dos principais colaboradores do jornal O Corymbo, colaborou com o Diário de Notícias, deixou poesias esparsas, o livro de contos O dedo da vida, os volumes de crítica literária e artística Atualidade de Rui, Quixote e quixotes, Evolução e arte e As abelhas e as formigas, os estudos sociológicos Terra do gaúcho, onde segundo Fernando Henrique Cardoso defendeu a ideologia da "democracia rural" gaúcha, e Porto Seguro — Estudos Brasileiros. Como historiador suas principais obras são Um olhar sobre as Missões Guaraníticas, Rio Grande do Sul e a Cisplatina, premiada pela Prefeitura Municipal de Rio Grande, e Conceitos sobre a formação brasileira. Lembrando suas qualidades como "prosador de relevo" e autor de "várias obras de grande merecimento literário", em 1964 a Câmara Municipal de Rio Grande batizou uma rua com seu nome. É também nome de rua em Erechim, onde viveu alguns anos, e patrono da Cadeira nº 37 da Academia Rio-Grandina de Letras.